# Tahtaulove
Tahtaulove (în ucraineană Тахтаулове) este localitatea de reședință a comunei Tahtaulove din raionul Poltava, regiunea Poltava, Ucraina.

## Demografie
Componența lingvistică a localității Tahtaulove
     Ucraineană (93,14%)
     Rusă (6,77%)
     Alte limbi (0,04%)
Conform recensământului din 2001, majoritatea populației localității Tahtaulove era vorbitoare de ucraineană (93,14%), existând în minoritate și vorbitori de rusă (6,77%).